# Кумруджа
Кумруджа (още Кумурджа и Суха река) е река в Южна България – Област Стара Загора, общини Стара Загора и Раднево, ляв приток на река Сазлийка, от басейна на Марица. Дължината ѝ заедно с дясната съставяща я Коленска река е 47 km, а само на река Кумруджа – около 7 km.
Река Кумруджа се образува от сливането на реките Оряховска (лява съставяща) и Коленска (дясна съставяща) на 42°21′08″ с. ш. 25°53′29″ и. д. / 42.352222° с. ш. 25.891389° и. д., на 1 km северно от село Даскал Атанасово, община Раднево. За начало се приема Коленска река, която извира под името Изворска река на 588 m н.в. от Сърнена Средна гора, на 200 m югоизточно от връх Горяла могила (657 m). Реката протича в югоизточна посока, като до село Колена долината ѝ е дълбока и с голям надлъжен наклон, а след селото навлиза в Горнотракийската низина, където наклонът ѝ е много малък. Влива се отляво в река Сазлийка от басейна на Марица на 108 m н.в., в югозападната част на град Раднево.
Площта на водосборния басейн на Кумруджа е 321 km2, което представлява 9,9% от водосборния басейн на Сазлийка. Основни притоци: → ляв приток; ← десен приток.
- → Капошница
- → Хамамдере
- → Бююкдере
- → Оряховска река

Речният режим на подхранване е с плувиален характер, което определя ясно изразен пролетен максимум на оттока – януари-май, а минимумът – юли-октомври. През лятно-есенните месеци пресъхва. В Горнотракийската низина коритото ѝ е коригирано с водозащитни диги.
По течението на реката са разположени 5 населени места, в т.ч. 1 град и 4 села:
- Община Стара Загора – Колена, Горно Ботево, Пшеничево;
- Община Раднево – Даскал Атанасово, Раднево.

Водите на реката почти на 100% се използват за напояване. Язовири: „Колена“, „Даскал Атанасово“ (на Оряховска река) и „Раднево“.

## Топографска карта
- Лист от карта K-35-52. Мащаб: 1 : 100 000.
- Лист от карта K-35-64. Мащаб: 1 : 100 000.